# Poropuntius speleops
Poropuntius speleops là một loài cá vây tia thuộc họ Cyprinidae.
Loài này chỉ có ở Thái Lan.